# セダ・バラ
セダ・バラ（Theda Bara、本名：Theodosia Burr Goodman、1885年7月29日 - 1955年4月7日）は、アメリカ合衆国の女優。サイレント時代に人気のあった女優で、"The Vamp" というニックネームを持つハリウッド初のセックスシンボルの1人。"The Vamp" は "Vampire" を省略した単語で、男を誘惑し食い物にしようとする女性を指す。オハイオ州シンシナティ出身。

## 概要
父親はポーランド生まれのユダヤ人、母親はスイス生まれのユダヤ人。当時の女性としては珍しくシンシナティ大学で2年学んでから俳優になるためにニューヨークに移った。
芸名の Theda Bara は"Arab Death"(アラブの死）のアナグラムであると言われたが、 Theda は本名 Theodosia を短縮したもので、Bara は母方の祖母の名前である。
FOXは、バラを売り出すためにプロフィールを捏造した。たとえば、ピラミッドのふもとで生まれ、親がフランス人の芸術家とそのエジプト人の愛人であり、超自然的な力を持つ巫女だった、など他にも色々なバリエーションで、バラの出自を『演出』した。
1908年に舞台 "The Devil" でブロードウェイにデビュー。数年の間あちこちの劇団のツアーに参加した後、映画へ活路を見出そうと色々なキャスティング・オフィスを周り、1914年に映画デビューしたが最初はエキストラであった。しかし翌年の『愚者ありき』で男を次々に破滅させる妖婦を演じ、一夜にしてスターとなる。若い女優が主役を張ることが多かったハリウッドで、30歳近くになっていた当時のバラの成功は異例であった。バラ出演作品のヒットにより、FOXは最も成功した映画スタジオの一つとなった。
多くの映画で、バラは透き通る際どいコスチュームを身に着けた。そのような衣装は1930年代にヘイズ・コードの導入以降は禁止され、徐々に彼女の映画に対する大衆の興味も失われていったが、今日に至るまで、たびたびポピュラー・ソングにバラの名前が登場するなど、今もその影響は強い。
映画監督チャールズ・ブレイビン（Charles Brabin）との結婚5年後の1926年に映画界を引退。ハリウッドに未練のなかったバラは一度も復帰しなかった。パブリック・イメージとは違って気立てもよく、読書や美術館を好む女性であった。料理上手でもあった彼女の家は、映画界の人物が好んで訪れる場所でもあったという。
1955年4月7日、ロサンゼルスで胃癌により死去した。

## 主な出演作品
1914年から1926年の間に40本以上の映画に出演したが、ほとんどは1937年の火災でフィルムが焼失し、現存する作品は5作（1作は断片のみ現存する）しかない。
- The Stain (1914) - フィルム現存
- 愚者ありき A Fool There Was (1915) - フィルム現存
- クロイツェル・ソナタ The Kreutzer Sonata (1915)
- カルメン Carmen (1915)
- ロミオとジュリエット Romeo and Juliet (1916)
- イースト・リン邸 East Lynne (1916) - フィルム現存
- 猛虎の如き女 The Tiger Woman (1917)
- 椿姫 Camille (1917)
- シーザーの御代（クレオパトラ） Cleopatra (1917) - 断片のみ現存
- サロメ Salomé (1918)
- 野心に囚われた女 The Lure of Ambition (1919)
- 愛の試練 The Unchastened Woman (1925) - フィルム現存

## 文献
- Eve Golden, Vamp : The Rise and Fall of Theda Bara, New York: Emprise Publishing Inc., 1996. ISBN 1-887322-00-0 / Vestal Press, 1997, ISBN 1-879511-32-0（外部リンクに抜粋あり）
- Ronald Genini, Theda Bara: A Biography of the Silent Screen Vamp, With a Filmography, Jefferson, North Carolina and London: McFarland & Company, 1996, ISBN 0-7864-0202-4,

## 学術的参考文献
- 山口菜穂子 「『愚者ありき』のトランスアトランティック「ヴァンプ　―　アメリカ映画史初期から古典期への過渡期における性の地政学」、杉野健太郎編『映画とネイション』（映画学叢書[監修加藤幹郎]、ミネルヴァ書房、2010年）所収。